# Нелі Зафірова
Нелі Зафірова (болг. Нели Зафирова, нар. 22 грудня 1976, Софія) — болгарська спортсменка, веслувальниця на байдарці, учасниця Олімпійських ігор.

## Спортивна кар'єра
Перед Олімпійськими іграми 1996 Нелі Зафірова стала постійною напарницею більш досвідченої Бонки Пинджевої в змаганнях байдарок-двійок, але на Олімпіаді 1996 Зафірова з Пинджевою не зуміли вийти до фіналу.
На чемпіонаті Європи 1999 Зафірова з Пинджевою зайняла сьоме місце в змаганнях байдарок-двійок на дистанції 200 м. На чемпіонаті Європи 2000 Зафірова з Пинджевою зайняли восьме місце в змаганнях байдарок-двійок на дистанції 200 м і п'яте місце в змаганнях байдарок-двійок на дистанції 500 м і не зуміли кваліфікуватися на Олімпійські ігри 2000.